# Riccardo Rognoni
Riccardo Rognoni Taeggio (* vor 1550; † vor dem 20. April 1620 in Mailand) war ein italienischer Komponist, Violinist und Flötist.

## Leben
Riccardo Rognoni lebte in Mailand und ist das erste bekannte Mitglied einer bekannten Musikerfamilie der Renaissance und des Frühbarock. Er verfasste eine der frühesten bekannten Violinschulen. Man schreibt ihm zu, dass er die Violine, die bis dahin als Tanz- und Straßeninstrument galt, an den Lombardischen Hof brachte. Zu seinen bekanntesten Schülern zählen seine beiden Söhne Francesco Rognoni und Giovanni Domenico Rognoni.
Die Familie wurde 1605 durch den kunstliebenden König Sigismund III. Wasa von Polen, in dessen Diensten sie standen, geadelt und trugen seither den Beinamen Taeggio.
Filippo Picinelli (1604–1678) beschrieb ihn als einen exzellenten Streich- und Blasinstrumenten-Virtuosen.
Von seinen Werken sind heute lediglich seine „Passagi“ und ein Werk aus seinem Il primo libro della musica a due voci (Mailand, 1598) bekannt.